# Vrams järnäpple
Vrams järnäpple är en äppelsort som är uppkallad efter Vrams Gunnarstorps slott, där det sedan lång tid tillbaka odlats äpplen. Äpplets ursprung är okänd. Äpplet har grön grundfärg och röd täckfärg, med gula skalpunkter. Äpplet har liksom rött järnäpple, en kort tjock stjälk och slutet kärnhus. Rött järnäpple har en mörkare täckfärg. Det är osäkert om den är identisk med någon utländsk äppelsort. Järnäpplen är hårda, därav namnet. Hållbarheten är också ovanligt lång. Vrams järnäpple fick användning på Balsgård på 1940-talet i försök att ta fram tetraploida äpplesorter. Rött järnäpple, har tidigare odlats i Skåne. Varken Vrams järnäpple eller Rött järnäpple har funnits med i de stora plantskolornas kataloger under 1900-talet. Rött järnäpple ger en förstklassig ensortsmust.